# Feinius Farsaidh
Feinius Farsaidh, auch Fénius Farsaid, Phoeniusa, Phenius, Féinius und Farsa, ist eine Sagengestalt aus dem Lebor Gabála Érenn („Das Buch der Landnahme Irlands“) in der keltischen Mythologie Irlands.

## Mythologie
Feinius Farsaidh soll ein mythischer König aus Skythien gewesen sein. Nach einer Version des Lebor Gabála Érenn reist er gemeinsam mit seinem Sohn Nél zum Turm von Babel, weil er die dort entstandenen neuen Sprachen studieren will. In einer anderen Version war er bereits beim Turmbau beteiligt und floh wegen der Sprachverwirrung nach Skythien. Nél gilt als Gatte der Pharaonentochter Scota, ihr Sohn ist Goidel Glas.
Nach dem Auraicept na nÉces („Leitfaden für den gelehrten Dichter“) ist es eine Gruppe von 72 (mythologische Zahl) Gelehrten, die ihn gemeinsam mit Goídel Glas zum Turm von Babel begleiten. Feinius sendet die Scholaren aus, bei den verstreuten Völkern Sprachstudien zu betreiben. Zehn Jahre wartet er beim Turm, bis alle wieder zurück sind. Dann schreibt er das Werk In Bérla tóbaide („Die ausgewählte Sprache“), wo er aus allen Sprachen das Beste vereint und diese Schöpfung nach Goídel Glas Goidelisch nennt. Daraus entwickelt sich das Irische (Gaeilge), Schottisch-Gälische (Gàidhlig) und Manx (Gaelg). Ebenso erfindet er die Hebräische, Griechische und Lateinische Schrift und schließlich das Beithe-luis-nuin (Ogham) als letzte und beste aller von ihm geschaffenen Schriften.